# 1848
Il 1848 (MDCCCXLVIII in numeri romani) è un anno bisestile del XIX secolo.

## Eventi

Ampia panoramica di Cincinnati del settembre 1848. Si tratta della più ampia foto panoramica dell'epoca dei dagherrotipi.

- Barricate alla Rue Saint-Maur di Parigi il 25 giugno 1848, il giorno prima dell'attacco dell'esercito.Storica riunione del Cartismo a Londra il 10 aprile 1848.Ampia panoramica di Cincinnati del settembre 1848. Si tratta della più ampia foto panoramica dell'epoca dei dagherrotipi.Infuria la Primavera dei popoli in mezza Europa.

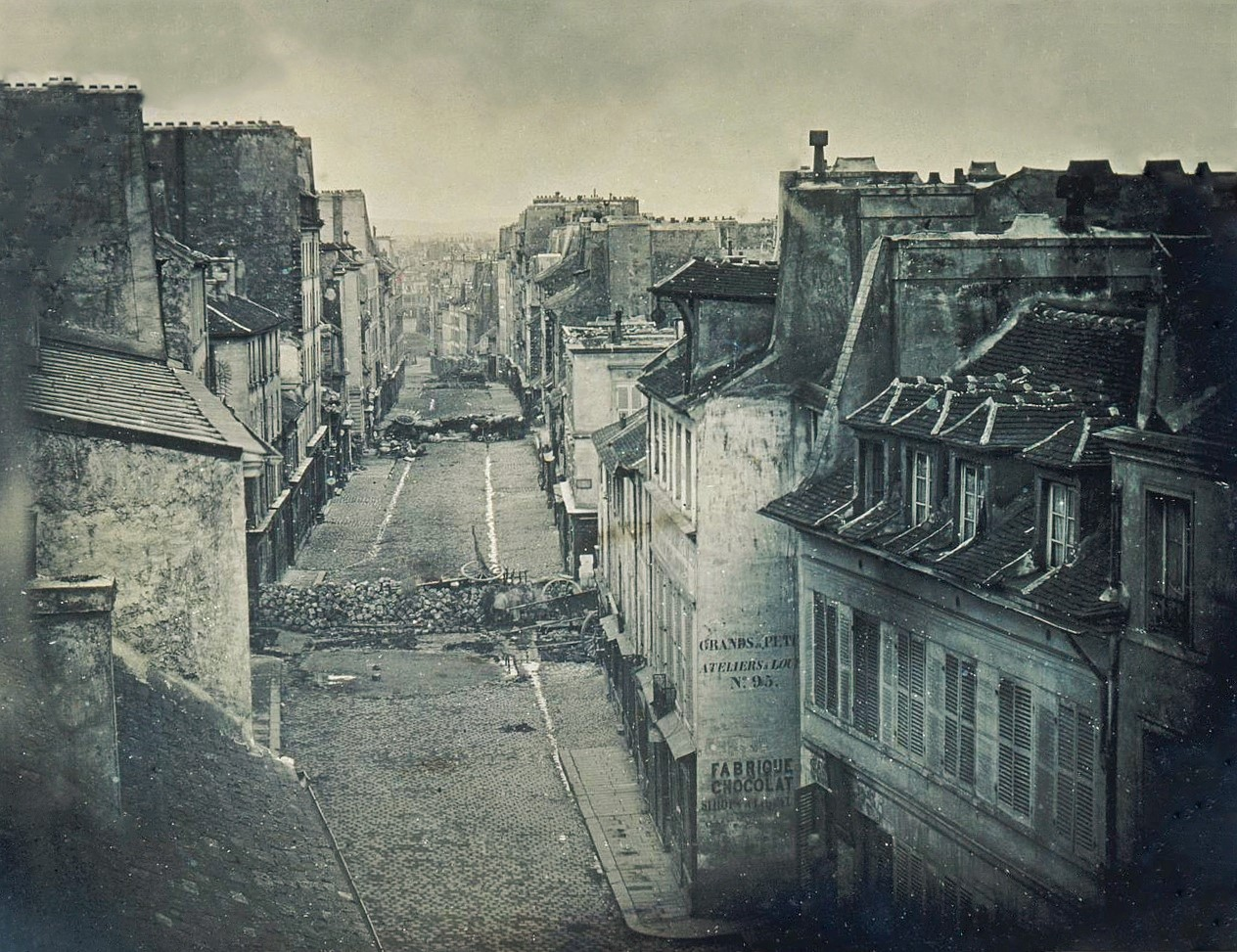
Barricate alla Rue Saint-Maur di Parigi il 25 giugno 1848, il giorno prima dell'attacco dell'esercito.

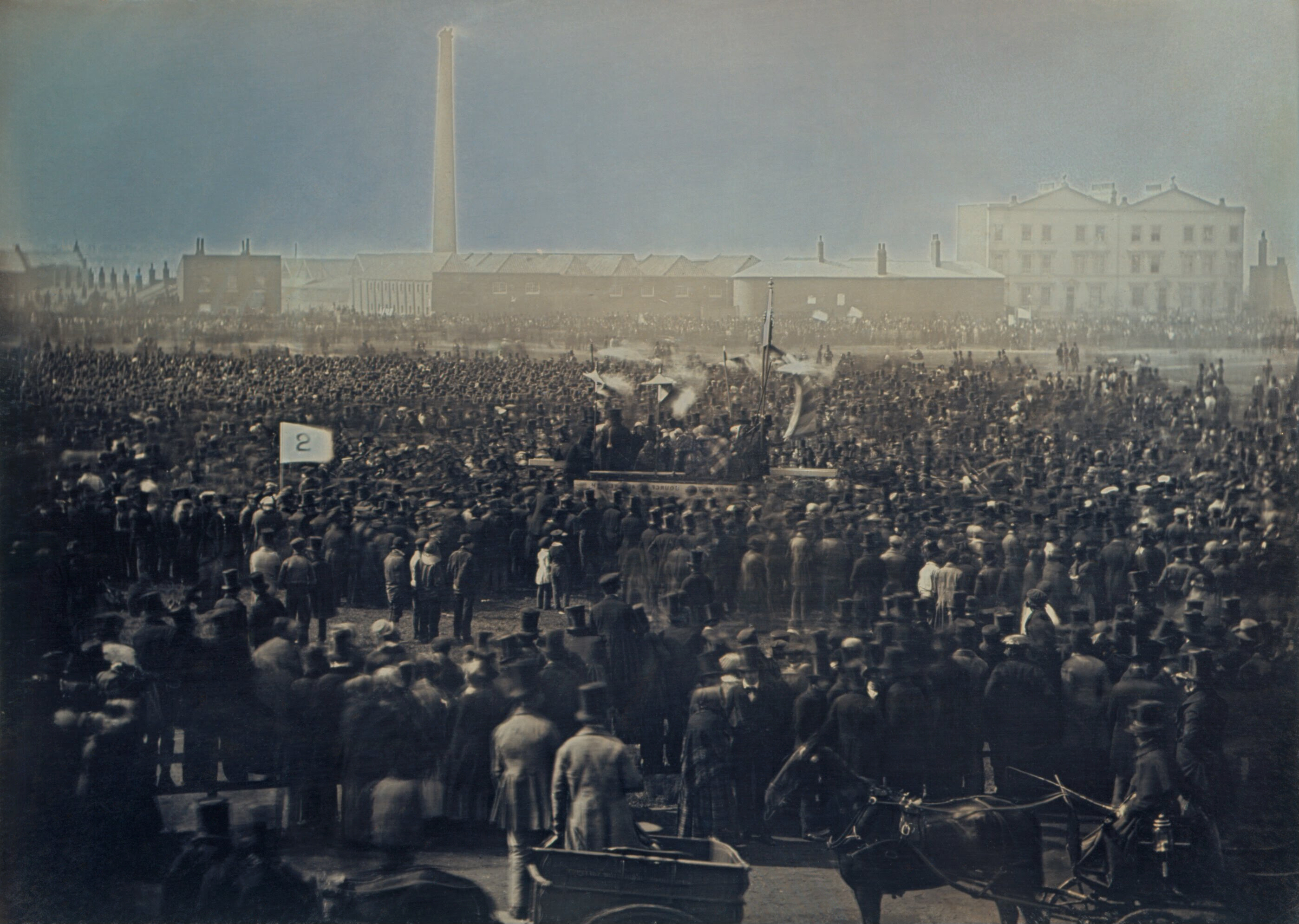
Storica riunione del Cartismo a Londra il 10 aprile 1848.

- 3 gennaio – Il boicottaggio del tabacco iniziato dai Milanesi il 1º gennaio sfocia in una rivolta cittadina che viene repressa dall'esercito austriaco, provocando 6 morti.
- 12 gennaio – Ha inizio la rivoluzione siciliana, che porta all'indipendenza dell'isola per sedici mesi. Ruggero Settimo è eletto capo del governo provvisorio.
- 17 gennaio – Nel Cilento ha inizio una sollevazione contro il Regno Delle Due Sicilie (Moti del Cilento 1848), successiva a quella avvenuta 20 anni prima (Moti del Cilento 1828).
- 2 febbraio – Trattato di Guadalupe Hidalgo tra Usa e Messico a conclusione della guerra messico-statunitense (1846-48).
- 11 febbraio – Ferdinando II promulga la Costituzione del Regno delle Due Sicilie, scritta da Francesco Paolo Bozzelli e concessa il 29 gennaio precedente come risposta alle richieste che vengono dal Governo dopo la rivolta della Sicilia.
- 15 febbraio – Sulla scia dei provvedimenti di Ferdinando II, e su consiglio di Luigi Filippo di Francia, anche Leopoldo II si convince a concedere uno Statuto nel Granducato di Toscana.
- 17 febbraio – Re Carlo Alberto di Savoia firma lo Statuto Albertino e vengono concessi gli stessi diritti politici e civili ai valdesi come gli altri sudditi piemontesi.
- 21 febbraio – Viene pubblicato a Londra il Manifesto del Partito Comunista di Karl Marx e Friedrich Engels.
- 22 febbraio – Parigi: Rivoluzione che porterà alla Seconda repubblica. Il popolo francese si riversa nelle strade di Parigi e punta sulle Tuileries dove il sovrano è assediato. Alla Camera dei deputati la duchessa d'Orleans mostra ai deputati il piccolo erede al trono di Francia, ma la folla non si placa. I deputati decidono quindi di salvare la dinastia sacrificando la monarchia. Il palazzo reale è invaso dai manifestanti che scagliano dalla finestra il trono e poi gli danno fuoco.
- 24 febbraio – Luigi Filippo di Francia abdica e fugge in Inghilterra con la moglie. Il repubblicano Alphonse Lamartine nomina i nuovi membri del governo, ufficializzando, il 25 febbraio, la nascita della Seconda Repubblica francese.
- 4 marzo – Carlo Alberto di Savoia concede lo Statuto Albertino (così denominato poiché il Re chiedeva un documento unico e diverso dalle Costituzioni dei paesi esteri).
- 13 marzo – Vienna: Rivoluzione antiasburgica a Vienna, con occupazione studentesca dell'Università. Il governo reagisce con violenza, chiedendo l'intervento di Windischgrätz, che pone la città sotto assedio il 15 marzo.
- 14 marzo – Roma: Papa Pio IX concede lo Statuto fondamentale per il Governo temporale degli Stati di Santa Chiesa.
- 15 marzo – Budapest: Rivoluzione antiasburgica in Ungheria, guidata da Kossuth e Petőfi.
- 15 marzo – Berlino: Rivoluzione (poi fallita) nella Confederazione germanica, che porta alla concessione della costituzione e del suffragio universale maschile. Nel frattempo vengono fatte maggiori pressioni per portare alle dimissioni di Metternich.
- 16 marzo – A Berlino viene repressa un'insurrezione popolare provocando 800 morti.
- 17 marzo – Venezia: Si diffondono le notizie sulla promessa della costituzione, portando ad un'insurrezione popolare che chiede la liberazione di Manin e Tommaseo. Manin progetterà nei giorni seguenti una rivolta, che porta alla conquista dell'Arsenale il 22 marzo; nonostante il discorso di Alois Palffy, il popolo si riunisce in Piazza San Marco guidato da Manin che, salito su un tavolo di fronte al Caffè Florian, proclama la Repubblica di San Marco, il cui primo governo viene formato il 23 marzo.
- 18-22 marzo – Milano: Cinque Giornate di insurrezione contro il governo austriaco, che costringono il comandante Radetzky a lasciare la città alla volta di Verona, nel quadrilatero.
- 23 marzo – Il Regno di Sardegna dichiara guerra all'Austria.
- 24 marzo – Papa Pio IX permette la partenza per il confine nord del contingente pontificio, sotto gli ordini del generale Giovanni Durando. Poi, il 26, anche un contingente di volontari (2.300 universitari) parte verso nord, al comando del generale Andrea Ferrari.
- In aprile si apre la questione sui ducati dello Schleswig e dello Holstein tra Danimarca e Confederazione germanica.
- 3 aprile – Ferdinando II dopo avere inviato un Corpo di spedizione al comando del generale Guglielmo Pepe a combattere contro gli austriaci, nomina primo ministro del regno delle Due Sicilie il liberale neoguelfo Carlo Troya.
- 8 aprile – Primo scontro di rilievo tra Austriaci e Piemontesi che respingono le truppe asburgiche a Goito.
- 19 aprile – Ha inizio la guerra della Prussia contro il Comitato nazionale polacco che lotta per l'indipendenza del proprio paese. Si conclude il 9 maggio con la vittoria prussiana.
- 23 aprile – Nonostante una strenua resistenza, dovuta anche a molti dei volontari arruolati nei giorni precedenti, Udine viene conquistata dal comandante austriaco Nugent. Manin si convince perciò a chiedere aiuto al Piemonte.
- 29 aprile – A seguito delle proteste dell'Austria, papa Pio IX pronuncia l'allocuzione Abhorret a bello, con cui rinnega la volontà di portare guerra ad un altro Stato cattolico. Il contingente pontificio viene richiamato entro i propri confini. Durando aveva però attraversato il Po già il 22 aprile.
- 30 aprile – A Pastrengo l'esercito piemontese obbliga gli austriaci a ritirarsi.
- 6 maggio – Battaglia di Santa Lucia: Carlo Alberto di Savoia prova un'offensiva a Verona, sperando in un'insurrezione cittadina che però non avviene, causando il ritiro dell'attacco.
- 8-9 maggio – Battaglia di Cornuda: Dopo esser riuscito a rallentare Nugent sul Piave con l'aiuto di Durando, Ferrari è costretto alla resa contro lo stesso comandante austriaco, che potrà così giungere a Verona il 25 maggio.
- 29 maggio – Battaglia di Curtatone e Montanara: Truppe napoletane e toscane fermano eroicamente l'offensiva austriaca.
- 30 maggio – Battaglia di Goito: Vittoria dell'esercito del Regno di Sardegna sugli Austriaci del feldmaresciallo Radetzky, che però non viene sfruttata da Carlo Alberto.
- 31 maggio – Le truppe piemontesi sconfiggono quelle austriache a Peschiera del Garda.
- 10 giugno – Attribuzione della Medaglia al Valor Militare alla città di Vicenza, che cade in mano austriaca dopo una lunga resistenza.
- 19 luglio – In due giornate, congresso di Seneca Falls, nascita ufficiale del Femminismo con la Dichiarazione dei sentimenti.
- 27 luglio – Truppe austriache sconfiggono quelle piemontesi a Custoza.
- 9 agosto – Armistizio Salasco: A Vigevano il comandante austriaco Josef Radetzky ed il generale piemontese Salasco firmano l'armistizio.
- 12 settembre – Adozione della Costituzione federale svizzera e nascita del moderno Stato liberale.
- 15 novembre – A Roma si riunisce il Consiglio dei Deputati (la camera bassa) dello Stato Pontificio per la sessione invernale. Pellegrino Rossi, Ministro dell'Interno e di fatto principale esponente del governo di Pio IX, viene proditoriamente assassinato mentre sale lo scalone d'ingresso all'aula parlamentare al primo piano del Palazzo della Cancelleria. L'assassino riesce a dileguarsi in mezzo alla calca.
- 16 novembre – A Roma il popolo assedia il Palazzo del Quirinale, allora sede del Sovrano, chiedendo a gran voce l'incarico di governo a un ministero democratico, laico e favorevole alla guerra contro l'Austria. Il Papa resiste riunendo il corpo diplomatico presso di sé. Dopo varie insistenze ed incidenti (in uno dei quali le guardie svizzere fanno fuoco sulla folla e in risposta un cannone viene puntato sul portone del palazzo e un cecchino uccide un prelato affacciatosi a una finestra), Pio IX accetta la lista dei ministri presentata dal partito (circolo, come si diceva allora) popolare dando l'incarico a Carlo Emanuele Muzzarelli (con Giuseppe Galletti quale ministro dell'interno e di fatto capo del governo), salvo privatamente informare il corpo diplomatico che l'atto di nomina è da considerarsi nullo poiché concesso sotto minaccia.
- 24 novembre – A Roma il Papa, travestito da semplice prete, fugge nottetempo approfittando dell'appoggio dei diplomatici filo-austriaci che sviano l'attenzione dei romani e lo accompagnano oltre il confine con il Regno delle Due Sicilie a Mola di Gaeta, accolto dal re Ferdinando II.
- 2 dicembre – Ferdinando I viene convinto ad abdicare in favore del nipote: comincia così il regno di Francesco Giuseppe I, imperatore d'Austria per 68 anni, fino alla sua morte, avvenuta nel 1916.
- 6 dicembre – Infruttuosa missione del Principe Corsini, senatore (di fatto sindaco) di Roma e di altri esponenti delle due Camere (alta e bassa) dello Stato Pontificio nell'intento di convincere il Papa a ritornare a Roma e riprendere la sua funzione di Sovrano: la delegazione è fermata al confine di Terracina/Portella per ordine di Ferdinando II su richiesta del Segretario di Stato di Pio IX, monsignor Antonelli.
- 10 dicembre – Luigi Napoleone Bonaparte viene eletto Presidente della Repubblica francese.
- 12 dicembre – A Roma per sopperire al vuoto di potere determinatosi con la fuga e l'insistenza del pontefice di non tornare, viene nominata una "Provvisoria Suprema Giunta di Stato", la quale è subito scomunicata dal Papa.
- 29 dicembre – A Roma, dopo aver sciolto le Camere, la Suprema Giunta di Stato convoca i comizi e indice per il 21 gennaio le elezioni a suffragio diretto e universale per l'elezione dei Rappresentanti all'Assemblea Costituente.

## Nati
Ci sono circa 520 voci su persone nate nel 1848; vedi la pagina Nati nel 1848 per un elenco descrittivo o la categoria Nati nel 1848 per un indice alfabetico.

## Morti
Ci sono circa 220 voci su persone morte nel 1848; vedi la pagina Morti nel 1848 per un elenco descrittivo o la categoria Morti nel 1848 per un indice alfabetico.

## Calendario
| Calendario 1848 | Calendario 1848 | Calendario 1848 | Calendario 1848 | Calendario 1848 | Calendario 1848 | Calendario 1848 | Calendario 1848 | Calendario 1848 | Calendario 1848 | Calendario 1848 | Calendario 1848 | Calendario 1848 | Calendario 1848 | Calendario 1848 | Calendario 1848 | Calendario 1848 | Calendario 1848 | Calendario 1848 | Calendario 1848 | Calendario 1848 | Calendario 1848 | Calendario 1848 | Calendario 1848 | Calendario 1848 | Calendario 1848 | Calendario 1848 | Calendario 1848 | Calendario 1848 | Calendario 1848 | Calendario 1848 | Calendario 1848 | Calendario 1848 |
| --------------- | --------------- | --------------- | --------------- | --------------- | --------------- | --------------- | --------------- | --------------- | --------------- | --------------- | --------------- | --------------- | --------------- | --------------- | --------------- | --------------- | --------------- | --------------- | --------------- | --------------- | --------------- | --------------- | --------------- | --------------- | --------------- | --------------- | --------------- | --------------- | --------------- | --------------- | --------------- | --------------- |
|                 | 1               | 2               | 3               | 4               | 5               | 6               | 7               | 8               | 9               | 10              | 11              | 12              | 13              | 14              | 15              | 16              | 17              | 18              | 19              | 20              | 21              | 22              | 23              | 24              | 25              | 26              | 27              | 28              | 29              | 30              | 31              |                 |
| Gennaio         | Sa              | Do              | Lu              | Ma              | Me              | Gi              | Ve              | Sa              | Do              | Lu              | Ma              | Me              | Gi              | Ve              | Sa              | Do              | Lu              | Ma              | Me              | Gi              | Ve              | Sa              | Do              | Lu              | Ma              | Me              | Gi              | Ve              | Sa              | Do              | Lu              |                 |
| Febbraio        | Ma              | Me              | Gi              | Ve              | Sa              | Do              | Lu              | Ma              | Me              | Gi              | Ve              | Sa              | Do              | Lu              | Ma              | Me              | Gi              | Ve              | Sa              | Do              | Lu              | Ma              | Me              | Gi              | Ve              | Sa              | Do              | Lu              | Ma              |                 |                 |                 |
| Marzo           | Me              | Gi              | Ve              | Sa              | Do              | Lu              | Ma              | Me              | Gi              | Ve              | Sa              | Do              | Lu              | Ma              | Me              | Gi              | Ve              | Sa              | Do              | Lu              | Ma              | Me              | Gi              | Ve              | Sa              | Do              | Lu              | Ma              | Me              | Gi              | Ve              |                 |
| Aprile          | Sa              | Do              | Lu              | Ma              | Me              | Gi              | Ve              | Sa              | Do              | Lu              | Ma              | Me              | Gi              | Ve              | Sa              | Do              | Lu              | Ma              | Me              | Gi              | Ve              | Sa              | Do              | Lu              | Ma              | Me              | Gi              | Ve              | Sa              | Do              |                 |                 |
| Maggio          | Lu              | Ma              | Me              | Gi              | Ve              | Sa              | Do              | Lu              | Ma              | Me              | Gi              | Ve              | Sa              | Do              | Lu              | Ma              | Me              | Gi              | Ve              | Sa              | Do              | Lu              | Ma              | Me              | Gi              | Ve              | Sa              | Do              | Lu              | Ma              | Me              |                 |
| Giugno          | Gi              | Ve              | Sa              | Do              | Lu              | Ma              | Me              | Gi              | Ve              | Sa              | Do              | Lu              | Ma              | Me              | Gi              | Ve              | Sa              | Do              | Lu              | Ma              | Me              | Gi              | Ve              | Sa              | Do              | Lu              | Ma              | Me              | Gi              | Ve              |                 |                 |
| Luglio          | Sa              | Do              | Lu              | Ma              | Me              | Gi              | Ve              | Sa              | Do              | Lu              | Ma              | Me              | Gi              | Ve              | Sa              | Do              | Lu              | Ma              | Me              | Gi              | Ve              | Sa              | Do              | Lu              | Ma              | Me              | Gi              | Ve              | Sa              | Do              | Lu              |                 |
| Agosto          | Ma              | Me              | Gi              | Ve              | Sa              | Do              | Lu              | Ma              | Me              | Gi              | Ve              | Sa              | Do              | Lu              | Ma              | Me              | Gi              | Ve              | Sa              | Do              | Lu              | Ma              | Me              | Gi              | Ve              | Sa              | Do              | Lu              | Ma              | Me              | Gi              |                 |
| Settembre       | Ve              | Sa              | Do              | Lu              | Ma              | Me              | Gi              | Ve              | Sa              | Do              | Lu              | Ma              | Me              | Gi              | Ve              | Sa              | Do              | Lu              | Ma              | Me              | Gi              | Ve              | Sa              | Do              | Lu              | Ma              | Me              | Gi              | Ve              | Sa              |                 |                 |
| Ottobre         | Do              | Lu              | Ma              | Me              | Gi              | Ve              | Sa              | Do              | Lu              | Ma              | Me              | Gi              | Ve              | Sa              | Do              | Lu              | Ma              | Me              | Gi              | Ve              | Sa              | Do              | Lu              | Ma              | Me              | Gi              | Ve              | Sa              | Do              | Lu              | Ma              |                 |
| Novembre        | Me              | Gi              | Ve              | Sa              | Do              | Lu              | Ma              | Me              | Gi              | Ve              | Sa              | Do              | Lu              | Ma              | Me              | Gi              | Ve              | Sa              | Do              | Lu              | Ma              | Me              | Gi              | Ve              | Sa              | Do              | Lu              | Ma              | Me              | Gi              |                 |                 |
| Dicembre        | Ve              | Sa              | Do              | Lu              | Ma              | Me              | Gi              | Ve              | Sa              | Do              | Lu              | Ma              | Me              | Gi              | Ve              | Sa              | Do              | Lu              | Ma              | Me              | Gi              | Ve              | Sa              | Do              | Lu              | Ma              | Me              | Gi              | Ve              | Sa              | Do              |                 |

## Uso idiomatico
Gli avvenimenti rivoluzionari del 1848 hanno dato origine all'espressione idiomatica "un quarantotto", nel senso di "confusione, scompiglio".
Nel nord Italia ed in particolare a Milano la locuzione vün quarantott è diventata per antonomasia il caos più totale, quando nulla più è al suo posto, proprio in riferimento ai fatti accaduti in tale anno.